# Comté de Clinton (Indiana)
Pour les articles homonymes, voir Comté de Clinton.
Le comté de Clinton (anglais : Clinton County) est un comté de l'Indiana, aux États-Unis. Il comptait 33 190 habitants en 2020. Son siège est Frankfort.